# Боклага Назар Денисович
Боклага (Боклаг) Назар Денисович (* 1840, хутір Лихачівка Валківського повіту — ?) — кобзар та лірник, виконавець епічних дум.

## Життєпис
Навчався у Левонтія Никифоровича Олександренка із Степанівки. У репертуарі кобзаря зафіксовані думи: «Маруся Богуславка», «Сестра і брат», «Три брати Озовські». Від нього робив свої записи В. Харків.
Після окупації України російськими комуністами і далі жив за старим звичаєм. Наприкінці 1920-х років був іще живим. Подальша доля невідома.